# ليزي هولمز
ليزي هولمز (قبل الزواج، هانت؛ بعد الزواج الأول، سوانك؛ بعد الزواج الثاني، هولمز؛ اسم قلمي، ماي هنتلي؛ 21 ديسمبر 1850-8 أغسطس 1926) هي لاسلطوية وكاتبة ومنظِّمة لتيار النساء العاملات في شيكاغو خلال أواخر القرن التاسع عشر في الولايات المتحدة. وهي شخصية بارزة في الحركة العمالية في شيكاغو في السنوات التي سبقت قضايا هايماركت، إذ عملت خلالها ولعبت دورًا محوريًا في مجموعة من النقابات بما في ذلك فرسان العمل ورابطة العمال الدولية. قبل أن تصبح منظمة للحركات العمالية، عملت كمعلمة ومدرسة موسيقى في ولاية أوهايو. 
بالإضافة إلى عملها كمنظمة للحركات العمالية، عملت هولمز ككاتبة ومحررة في العديد من الصحف الراديكالية واللاسلطوية. عملت كمساعدة محرر في صحيفة ذا آلارم، ونشرت مقالات في لوسيفر ذا لايت بيرر وفريدوم وفري سوسايتي. على عكس بعض معاصريها اللاسلطويين، كانت أيضًا على استعداد للنشر في منابر أكثر تحفظًا، ونشرت بالنتيجة سلسلة من المقالات في مجلة أمريكان فيديريشنيست التابعة لاتحاد العمل الأمريكي. نشرت هولمز مقالات بشأن مجموعة متنوعة من المواضيع، بما في ذلك الحب الحر والزواج وانعدام المساواة بين الجنسين والظلم الاقتصادي. ونشرت هولمز أيضًا العديد من أعمال أدب الخيال، بما في ذلك رواية كاملة بعنوان هيجر ليندون، أو تمرد امرأة. 
جنبًا إلى جنب مع صديقتها المقربة وإحدى المتعاونين معها لوسي بارسونز، كافحت هولمز وأثبتت شرعية المساواة بين الجنسين ضمن إطار اللاسلطوية والحركة العمالية الأوسع. تُعتبر ليزي هولمز إحدى أولى الرائدات في الحركة النسوية اللاسلطوية وكان لها تأثير على المفكرات البارزات مثل إيما جولدمان.
بعد قضايا هايماركت، أدلت هولمز بشهادتها في المحكمة نيابة عن صديقها ألبرت بارسونز. بعد إعدامه واندلاع العمليات القمعية اللاحقة ضد التنظيم اليساري في شيكاغو، تداعت العديد من المنابر التي عملت هولمز في التحرير فيها بما في ذلك ذا آلارم. تعرضت ليزي هولمز لضغط مستمر من أجهزة إنفاذ القانون في أعقاب قضايا هايماركت، إذ قضت فترة قصيرة في السجن مع لوسي بارسونز بتهمة التحريض والتنظيم خلال اندلاع اللاسلطوية. غادرت هولمز وزوجها شيكاغو متوجهين إلى غرب الولايات المتحدة، واستقرت في النهاية في نيو مكسيكو، حيث أمضت السنوات الأخيرة من حياتها. استمرت هولمز في الكتابة لكل من الصحف والمجلات العمالية الراديكالية والسائدة حتى عام 1908، عندما تراجعت إلى الحياة الخاصة.

## نشأتها
ولدت إليزابيث (اسم الشهرة، «ليزي») ماي هانت في ولاية أيوا في 21 ديسمبر 1850. وهي ابنة جوناثان هانت (1822-1900) والناشطة النسوية الراديكالية هانا جاكسون هانت (1825–1903) وهي مساهمة ظرفية في الصحيفة الداعمة للحب الحر لوسيفر ذا لايت بيرر. عندما كانت ليزي هانت في الرابعة من عمرها، انتقلت عائلتها إلى مجتمع «الحب الحر» المتعدد في برلين هايتس (أوهايو) حيث أمضت سنوات طفولتها المتبقية. تلقت هولمز تعليمًا مبكرًا ومتقدمًا نسبيًا، مما سمح لها ببدء التدريس في مدرسة من غرفة واحدة في أوهايو عندما كانت في الخامسة عشرة من عمرها. في سن السابعة عشر، تزوجت هولمز من زوجها الأول هيرام ج.سوانك، واصلت هولمز التدريس بعد زواجها كنوع من الإصرار على الاستقلال الاقتصادي في سن مبكرة. أنجبت ليزي طفلين من سوانك، ابنًا في عام 1868 وابنة في عام 1873. بقيت عائلة سوانك في ولاية أوهايو لمدة 12 عامًا قبل أن تغادر ليزي إلى شيكاغو في عام 1879، بعد أن ألهمتها المشاركة في الحركة العمالية بعد أن قرأت عن إضراب السكك الحديدية العظيم عام 1877.
وفقًا لهولمز، مات هيرام سوانك بعد خمس سنوات من الزواج، وغادرت هولمز إلى شيكاغو برفقة والدتها وشقيقيها وأطفالها فقط. لا تؤكد سجلات التعداد السكاني في ذلك الوقت وفاة سوانك، ومن الممكن أن هولمز قد تركت سوانك في أوهايو وأنشأت شخصية عامة جديدة كأرملة في شيكاغو. في كلتا الحالتين، لم يلعب سوانك دورًا في الفترة المتبقية من حياة ليزي.